# Спортиво Барракас (стадион)
Спортиво Барракас (исп. Estadio Sportivo Barracas) — бывший многофункциональный стадион, располагавшийся в Буэнос-Айресе, столице Аргентины. Вместимость стадиона составляла около 37 000 зрителей. Он служил домашней ареной для футбольного клуба «Спортиво Барракас».

## История
«Спортиво Барракас» начал выступать в высшем дивизионе чемпионата Аргентины в 1916 году. Три года спустя клуб начал возводить стадион на земле, расположенной на улицах Ириарте, Лусуриага, Рио-Куарто и Пердриэль в районе Барракас. Поле было ограничено шестами, соединёнными между собой цепями. Между трибунами и полем была возведена метровая стена.
Стадион был впервые открыт для публики 25 мая 1920 года, когда «Бока Хуниорс» обыграл уругвайский «Насьональ» со счетом 2:1 в рамках финала Кубка Тай Компетишн 1919 года. Но официальное открытые состоялось 11 июня 1920 года, когда был разыгран товарищеский турнир с участием местной команды и клубов из Росарио: «Ньюэллс Олд Бойз» и «Тиро Федераль».
Стадион принимал у себя важнейшие футбольные матчи, включая Кубок Ньютона 1920 года и игры чемпионатов Южной Америки по футболу 1921 и 1925 годов. В апреле 1923 года над официальной трибуной со стороны улицы Лусуриага  был надстроена крыша.
5 апреля 1924 года на поле стадиона состоялся первый в истории Аргентины боксёрский поединок на открытом воздухе, в котором Луис Анхель Фирпо победил американца Альфреда Рейха.
В июне и июле 1924 года английская команда «Плимут Аргайл» провела на стадионе три матча против сборной Аргентины по футболу.

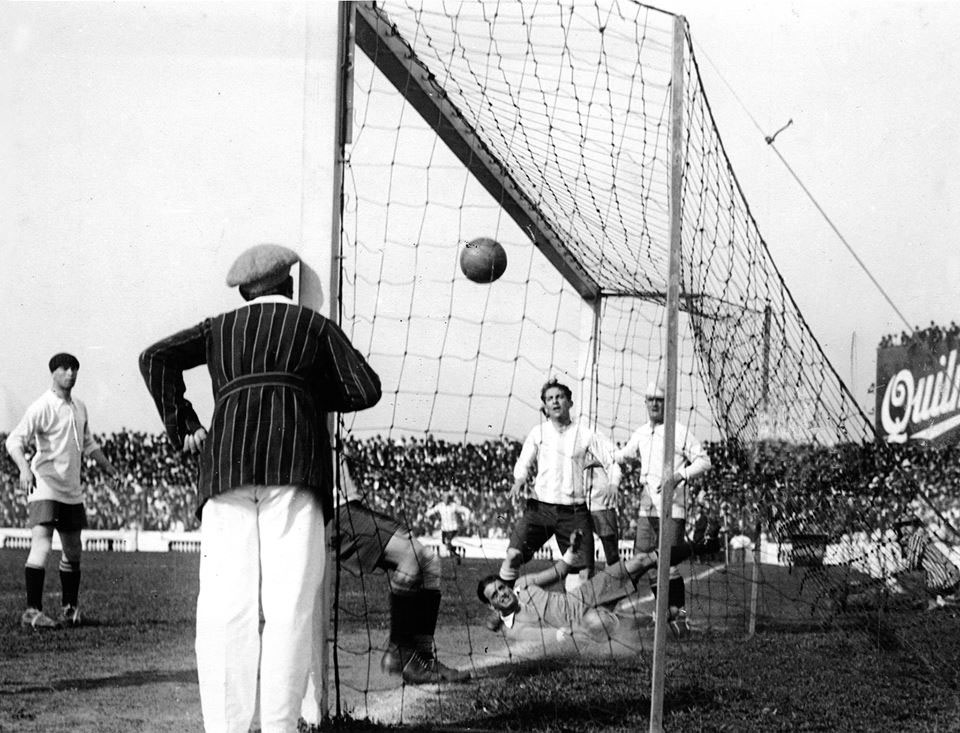
Легендарный гол с углового Сесарео Онсари, 1924 год.

История стадиона отмечена и анекдотичным случаем, связанным с матчем, который состоялся между сборными Аргентины и Уругвая 2 октября 1924 года. В июне того же года Уругвай стал олимпийским чемпионом по футболу, что в тот момент было своего рода неофициальным титулом чемпиона мира, поскольку мировое первенство впервые было проведено лишь в 1930 году. После этого триумфа уругвайцы должны были провести два матча с аргентинцами. Между двумя командами уже тогда было принципиальное соперничество, что ещё больше подогревало ажиотаж вокруг предстоящих встреч. Первый матч в Монтевидео закончился вничью 1:1, а ответный должен был состояться в Буэнос-Айресе 28 сентября. Но в тот день на стадионе собралось так много зрителей, что те не помещаясь располагались и на поле. Уругвайцы попросили о приостановке матча и создании периметра, отделившего бы зрителей от игроков на следующем матче, который был проведён 2 октября 1924 года.
Аргентина выиграла тот матч со счётом 2:1 (счёт на 15-й минуте открыл аргентинец Сесарео Онсари, на 29-й минуте Cea его сравнял, а Тараскони на 53-й минуте принёс хозяевам победу). Но именно первый гол Онсари вошёл в историю, так как был забит прямым ударом с углового. Ранее, 14 июня 1924 года, Международный совет футбольных ассоциаций специально изменил правила игры в футбол, разрешив забивать голы подобным образом. Гол был забит в ворота олимпийского чемпиона, и с того времени голы, забитые прямым ударом с углового, получили в почти всей Латинской Америке и частично в Европе название «олимпийских».
В 1926 году испанский «Эспаньол» (с легендарным вратарём Рикардо Саморой в своём составе) провёл три матча против игроков местной команды и сборной Аргентины. 9 июля 1927 года национальная сборная приняла на Спортиво Барракасе мадридский «Реал».
Шотландский клуб «Мотеруэлл» сыграл с аргентинской сборной на Спортиво Барракасе 20 мая 1928 года. В том же году «Барселона» проиграла аргентинцам со счётом 1:3. Итальянский «Торино» также играл на стадионе.
В начале 1930-х годов стадион использовался и для других видов спорта, таких как хёрлинг, регби и баскетбол. Сборная Аргентины провела свою последнюю игру на Спортиво Барракасе 15 мая 1932 года, обыграв сборную Уругвая со счётом 2:0.
В 1937 году «Спортиво Барракас» вышел из Ассоциации футбола Аргентины. В том же году стадион был снесён. Последняя официальная игра на нём состоялась 11 декабря 1937 года, в которой «Спортиво Барракас» обыграл «Спортиво Буэнос-Айрес» со счетом 4:3.